# Peter Floor
Peter Floor, född 1739, död 1803, var en svensk bagare och politiker.

## Biografi
Peter Floor föddes 1739. Han var son till bagaren Peter Floor och Katarina Djurberg. Floor arbetade som bagare och blev senare bagareålderman. Han var riksdagsledamot för borgarståndet i Stockholms stad vid riksdagen 1792 och tillhörde oppositionen. Floor avled 1803.

### Familj
Floor gifte sig 1763 med Regina Kristina Massman.